# Krysař (film, 2003)
Krysař je český hraný film z roku 2003. V hlavních rolích hrají Richard Krajčo a Petr Jákl, jehož matka film produkovala. Zajímavé je především výtvarné zpracování a skutečnost, že film vznikl za necelých 24 hodin, tj. jde o nejrychleji natočený film na světě, zapsaný v Guinnessově knize rekordů.